# Від снігу до снігу
«Від снігу до снігу» (рос. «От снега до снега») — радянський художній фільм 1968 року, знятий Одеською кіностудією.

## Сюжет
Юна героїня фільму бачила професію метеоролога в романтичному ореолі. Десь у засніженій долині на крайній півночі її чекає затишний дерев'яний будинок. У цьому місці, немов спеціально створеному для сміливих і непідвладних сумнівам і слабкостям людей, почнеться перевірка її життєвих ідеалів, поступово стиратиметься позолота захопленості з фрази «романтика там, де важко». За рік показаного у фільмі життя на далекій метеостанції відбувається громадянське змужніння героїні, а коли життя поставить її перед вибором між особистим життям і почуттям до такої ж, як вона рік тому, недосвідченої дівчини, вона зробить вибір відповідно до совісті…

## У ролях
- Надія Романіна —  Анна
- Олександр Збруєв —  Ігор
- Генрієтта Рижкова —  Октябрина
- Володимир Русанов —  Тюрін
- Ніна Кондакова —  Оля

## Знімальна група
- Режисер:  Юрій Петров
- Сценарист:  Анатолій Преловський
- Оператор:  Альберт Осипов
- Композитор: Олександр Зацепін
- Художник-постановник: Олександра Конардова